# ويليان (لاعب كرة قدم)
ويليان بورجس دا سيلفا (بالبرتغالية: Willian‏) (ولد في 9 أغسطس 1988)، معروف بـويليان، هو لاعب كرة قدم برازيلي، يلعب حالياً كـمتوسط ميدان هجومي أو جناح مع نادي فولهام، سبق وأن لعب مع ناديي تشيلسي وأرسنال، بدأ مسيرته الكروية في نادي كورينثيانز قبل أن ينضم لنادي شاختار في أغسطس 2007 مقابل 19 مليون دولار. انتقل ويليان لنادي أنجي الروسي في 31 يناير 2013.

## وصلات خارجية
- الموقع الرسمي لويليان
- صفحة ويليان في الموقع الرسمي لنادي شختار
- ويليان في موقع سامبافوت (بالفرنسية)
- صفحة اللاعب في موقع ترانسفيرماركت